# Pterolophia biarcuata
Pterolophia biarcuata är en skalbaggsart som först beskrevs av Thomson 1858.  Pterolophia biarcuata ingår i släktet Pterolophia och familjen långhorningar.
Artens utbredningsområde är:
- Gabon.
- Ghana.
- Nigeria.
- Rwanda.
- Sierra Leone.
- Togo.

Inga underarter finns listade i Catalogue of Life.